# Proyecto Tigre
El Proyecto Tigre es un programa de conservación del tigre lanzado en 1973 por el gobierno de la India durante el mandato de la primera ministra Indira Gandhi. El proyecto tiene como objetivo asegurar una población viable de tigres de Bengala en sus hábitats naturales y también protegerlos de la extinción, y preservar áreas de importancia biológica como un patrimonio natural, de la manera más próxima posible a la diversidad de ecosistemas de la distribución del tigre en el país. 
El objetivo era establecer reservas de tigres como núcleos para la crianza, desde donde el exceso de animales migraría de forma natural a los bosques adyacentes. Se recaudaron fondos y el compromiso de apoyar el programa intensivo de protección del hábitat y rehabilitación. El gobierno ha creado una Fuerza de Protección del Tigre para combatir a los cazadores ilegales y financiaron la reubicación de los paisanos para minimizar los conflictos entre humanos y tigres. 
Durante el censo del tigre de 2006, se usó una nueva metodología extrapolando densidades de sitios específicos de tigres, sus co-predadores y presas derivados de cámaras trampa y firman investigaciones usando GIS. Basándose en el resultado de estas investigaciones, la población total de tigres se ha calculado en 1.411 individuos que van desde 1.165 a 1.657 adultos y subadultos de más de 1,5 años de edad. Como consecuencia de este proyecto, el número de tigres ha mejorado hasta 2.226 en el censo publicado el 20 de enero de 2015.

## Objetivos
El Proyecto Tigre pretende: 

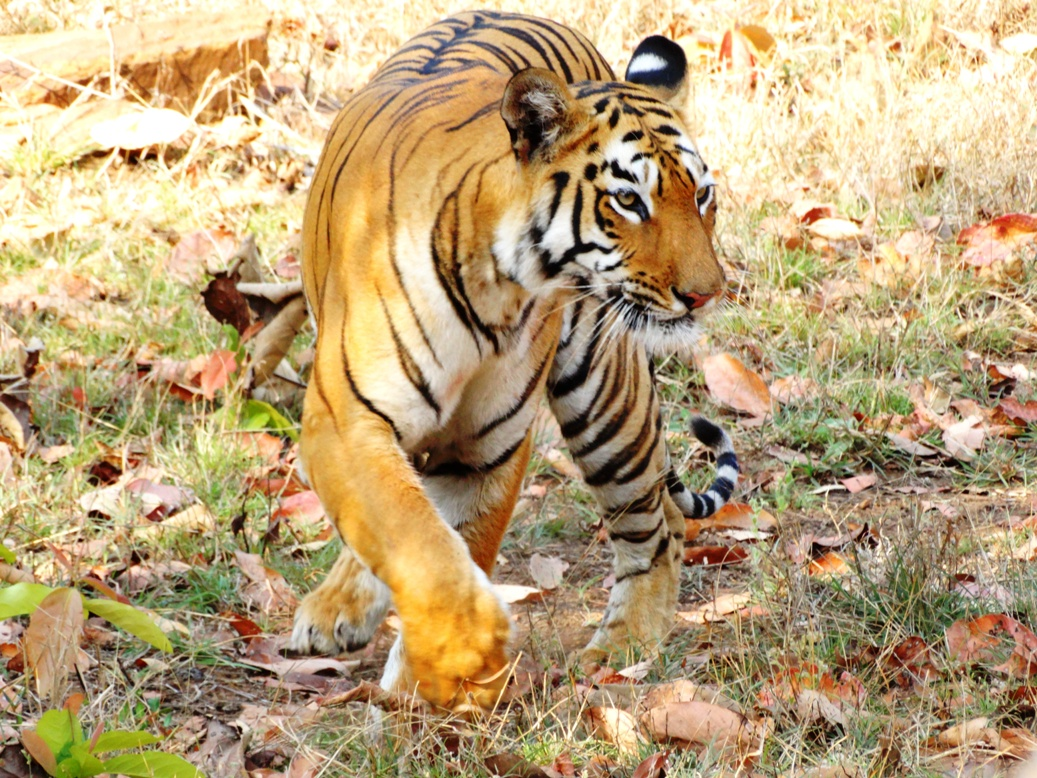
Tigre de Bengala

- Limitar los factores que influyen en la reducción de los hábitats del tigre, mitigándolo mediante una administración adecuada. Los daños que se hacen al hábitat debían rectificarse para facilitar la recuperación del ecosistema en la mayor medida posible.
- Para asegurar una población viable de tigres por su valor económico, científico, cultural, estético y ecológico.

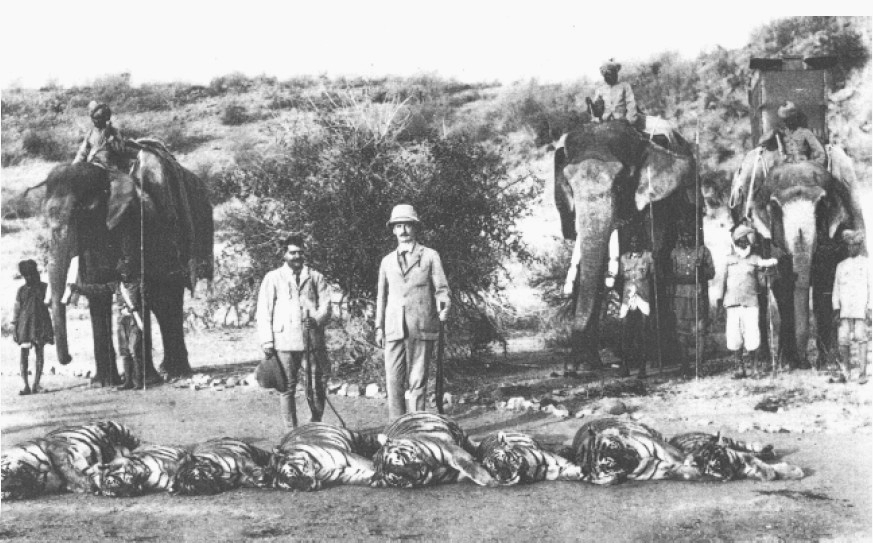
Caza del tigre por Rufus Isaacs, en el pasado virrey de la India Británica.

La población del tigre indio a comienzos del siglo XX se calculaba que estaba entre 20.000 y 40.000 ejemplares. El primer censo levado a cabo en todo el país se llevó a cabo en 1972 y calculó que quedaban unos 1.800 individuos, una reducción alarmante en la población de tigres.
En 1973, el proyecto fue lanzado en la Reserva de tigres de Palamau.

## Administración
El Proyecto Tigre lo administra la Autoridad Nacional de Conservación del Tigre. La administración general del proyecto es monitorizado por un comité encabezado por un director. Un director de campo es nombrado para cada reserva, quien es ayudado por un grupo de personal técnico y de campo.
Los hábitats que se encuentran protegidos por el Proyecto Tigre son: 
1. Unidad de conservación de Shivalik-terai 
2. Unidad de conservación del nordeste
3. Unidad de conservación de los Sunderbans 
4. Unidad de conservación de los ghats occidentales
5. Unidad de conservación de los ghats orientales
6. Unidad de conservación del centro de la India 
7. Unidad de conservación de Sariska 
Las diferentes reservas de tigres se crearon en el país basándose en una estrategia de "zona núcleo-zona colchón":
1. Zona núcleo: Las zonas centrales están libres de toda actividad humana. Tiene el estatus legal de parque nacional o santuario de la vida salvaje. Se mantiene libre de perturbaciones bióticas y operaciones forestales como recolectar productos forestales menores, el pastoreo y otras perturbaciones humanas no se permiten dentro de ella.
2. Zonas colchón: actúan como amortiguadores, sometidas a un "uso de la tierra orientada a la conservación". Comprende bosques y tierras no boscosas. Es una zona de usos diversos con dos objetivos, uno el de proporcionar un hábitat suplementario al excedente de población de animales salvajes de la zona núcleo y para proporcionar espacio para aliviar el impacto de la actividad de los pueblos que lo rodean sobre la zona núcleo.
De cada reserva de tigre, los planes de administración se diseñan basados en los siguientes principios:
- Eliminación de todas las formas de explotación humana y perturbaciones bióticas desde la zona núcleo y racionalización de las actividades en la zona colchón.
- Restringiendo la administración del hábitat sólo para reparar los daños que se hayan causado al ecosistema por los humanos y por otras interferencias de manera que se facilite la recuperación del ecosistema a su estado natural.
- Monitorizando los cambios de flora y fauna a lo largo del tiempo y llevando a cabo investigaciones de la vida salvaje.

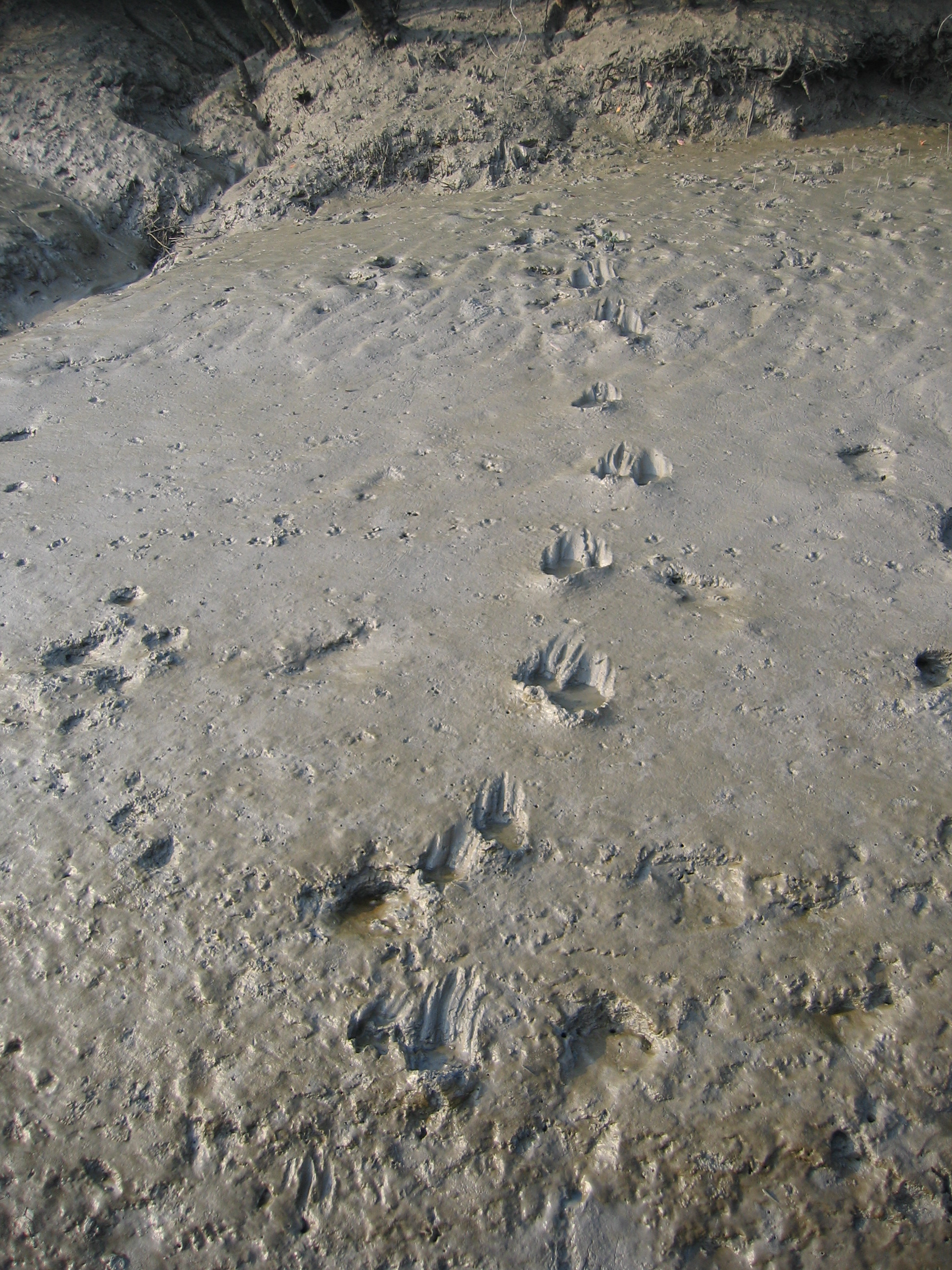
Pisadas de tigre en la reserva de tigres de Sunderbans, Bengala Occidental.

A finales de los años noventa, las nueve reservas iniciales que se extendían por una superficie de 9.115 km² se ha incrementado a 15 reservas extendiéndose por un área de 24.700 km². Se calcula que más de 1.100 tigres habitaban las reservas para el año 1984. Para 1997, 23 reservas de tigres abarcaban un área de 33.000 km², pero el destino del hábitat del tigre fuera de las reservas era precario, debido a la presión sobre el hábitat, la incesante caza furtiva y el desarrollo de proyectos a gran escala como las presas, la industria y minas.
Sistemas de comunicación sin cables y campos de patrulla de estación remota se han desarrollado dentro de las reservas de tigres, debido a lo cual la caza ilegal ha disminuido considerablemente. La protección frente a incendios se logra con efectividad a través de medidas de control y preventivas adecuadas. La reubicación voluntaria de pueblos se ha hecho en muchas reservas, especialmente en la zona núcleo. El pastoreo de ganado ha sido controlado en gran medida en las reservas de tigre. Varios trabajos de desarrollo en compensación han mejorado el régimen hídricoy la vegetación del campo, por lo tanto incrementando la densidad animal. Datos de investigación referidos a la vegetación están también disponibles en muchas reservas. Planes futuros incluyen el uso de información y comunicación avanzadas tecnológicamente en la protección de la vida salvaje y el manero del crimen en las reservas de tigres, desarrollo de bases de datos digitalizadas de base GIS, y diseñando un nuevo sistema de evaluación de la población y el hábitat de los tigres.

## Controversias y problemas
Los esfuerzos del proyecto Tigre se vieron entorpecidos por la caza furtiva, así como por irregularidades en Sariska y Namdapha, de las que se dio amplia información en los medios de comunicación de la India. La Ley de Derechos Forestales aprobada por el gobierno indio en 2006 reconoce los derechos de algunas de las comunidades en zonas forestales. Esto ha llevado a cierta controversia sobre qué influencia tendrá este reconocimiento sobre la conservación de tigres. Algunos han señalado que esto es problemático pues incrementará el conflicto y las oportunidades para la caza furtiva; algunos afirman también que "los tigres y los humanos no pueden coexistir". Otros arguyen que esta es una perspectiva limitada que ignora la realidad de la coexistencia entre el hombre y el tigre y el papel del abuso de poder por las autoridades, más que por la gente local, en la crisis del tigre. Esta postura es apoyada por la Fuerza del Tigre del gobierno indio, y también por algunas organizaciones de moradores de los bosques.